# KWS Saat
 (février 2015).
Si vous disposez d'ouvrages ou d'articles de référence ou si vous connaissez des sites web de qualité traitant du thème abordé ici, merci de compléter l'article en donnant les références utiles à sa vérifiabilité et en les liant à la section « Notes et références ».
KWS SAAT SE & Co. KGaA (ISO 6166: DE0007074007) est une entreprise allemande, spécialisée dans la sélection végétale et présente dans environ 70 pays. La gamme de produits comprend des semences de variétés de betterave sucrière, maïs, céréales, colza
Le sigle « KWS » est l'abréviation de  Klein Wanzlebener Saatzucht, qui signifie « sélection végétale de Klein Wanzleben. Le siège de l'entreprise se trouvait à l'origine à Klein Wanzleben, ville Est-allemande proche de Magdebourg. 
Ses principaux marchés se trouvent en Europe, en Amérique du Nord et du Sud ainsi qu'en Afrique du Nord et en Asie. KWS possède un réseau de plus de 30 stations de sélection, 130 stations d'essais et environ 70 filiales. Introduite en 1954 à la bourse de Hambourg-Hanovre, la société est répertoriée  depuis juin 2006 dans l'indice SDAX de la bourse de Francfort.

## Histoire
La société  Kleinwanzleben Zuckerfabrik (Sucrerie Kleinwanzleben) a été créée en 1838 sous forme de société par actions. En 1856 la majeure partie des actions est acquise par le betteravier et agriculteur, Matthias Christian Rabbethge, qui fut l'un des pionniers de l'industrie sucrière allemande. Cette même année il fonde avec son futur gendre, Julius Giesecke, un partenariat commercial (OHG). Ce partenariat commercial se dénommera « Rabbethge & Giesecke ».
En 1885, « Rabbethge & Giesecke » devient une société par actions (Aktiengesellschaft) qui portera le nom de « Zuckerfabrik Klein Wanzleben » anciennement « Rabbethge & Giesecke Aktiengesellschaft ». En 1937, la société est renommée « Rabbethge & Giesecke » en raison des lois édictées sous le Troisième Reich interdisant la présence d’investisseurs anonymes dans le milieu agricole.

Après la Seconde Guerre mondiale, la société est déplacée dans la ville d’Einbeck en Basse-Saxe, c’est depuis cette date devenu le siège social de l’entreprise. En 1946, la société de sauvetage « Rabbethge & Giesecke Saatzucht » fut créée afin de permettre à l’entreprise de continuer une activité privative, chose impossible au siège d’origine (Klein Wanzleben) situé en ex-RDA communiste. En 1951, « Rabbethge & Giesecke Saatzucht » et « Rabbethge & Giesecke » fusionnent pour former la société « Kleinwanzlebener Saatzucht » dont le siège social se trouve à Einbeck. En 1975, l’entreprise est rebaptisée « Kleinwanzlebener Saatzucht anciennement Rabbethge & Giesecke » pour finalement devenir « KWS SAAT AG » en 1999. 
La première filiale internationale de l’entreprise ouvre ses portes en 1900 dans la ville de Vinnytsia en Ukraine. Cette filiale avait pour but premier de satisfaire la demande toujours grandissante des betteraviers russes.
En 1920, KWS étend ses activités à la production de semences de différentes cultures telles que le maïs, la betterave fourragère et enfin la pomme de terre. 
Dans la suite de son déménagement à Einbeck, KWS décide de se concentrer sur la production de semences de betterave sucrière, de maïs, de colza, de tournesol, de céréales et de pomme de terre. Durant les années d’après-guerre, KWS devint un important fournisseur de semences de betterave sucrière en Allemagne de l’Ouest. 
Depuis 1963, KWS possède des filiales dans plusieurs pays d'Europe, mais également en Amérique (Sud et Nord), en Asie ainsi que dans le Nord de l’Afrique.

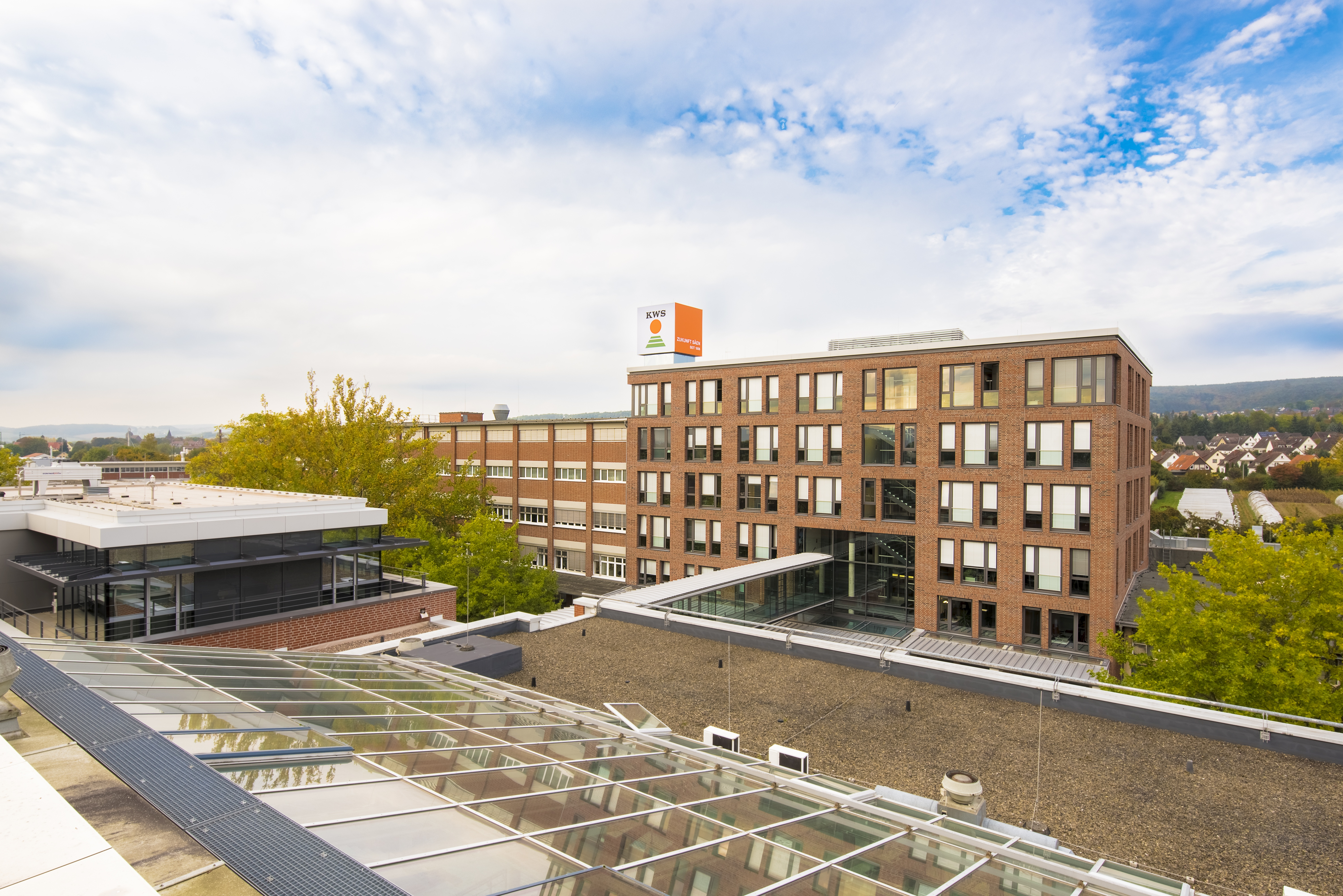
Siège social de KWS SAAT SE à Einbeck.

### Expansion et acquisitions
Dans les années 1950, KWS commence à intensifier ses activités internationales principalement en Europe occidentale et en Europe du Sud.
Durant cette même période, l’entreprise étend ses activités dans la betterave sucrière aux États-Unis. En 1956, l’entreprise s’établit au Chili sous le nom de « Segenta » mais également en Turquie sous le nom de « Pan Tohum Islah ve Üretme ». En 1967/68, l’entreprise commence une fusion de sa production céréalière avec les entreprises « Heine-Peragis » et « Lochow-Petkus ». En 1978 la filiale ouvre une filiale aux États-Unis dénommée « KWS Seeds » dans le but de gérer les activités nord-américaines. KWS acquiert la compagnie argentine « Trebol Sur » renommée « KWS Argentina » en 1997. 

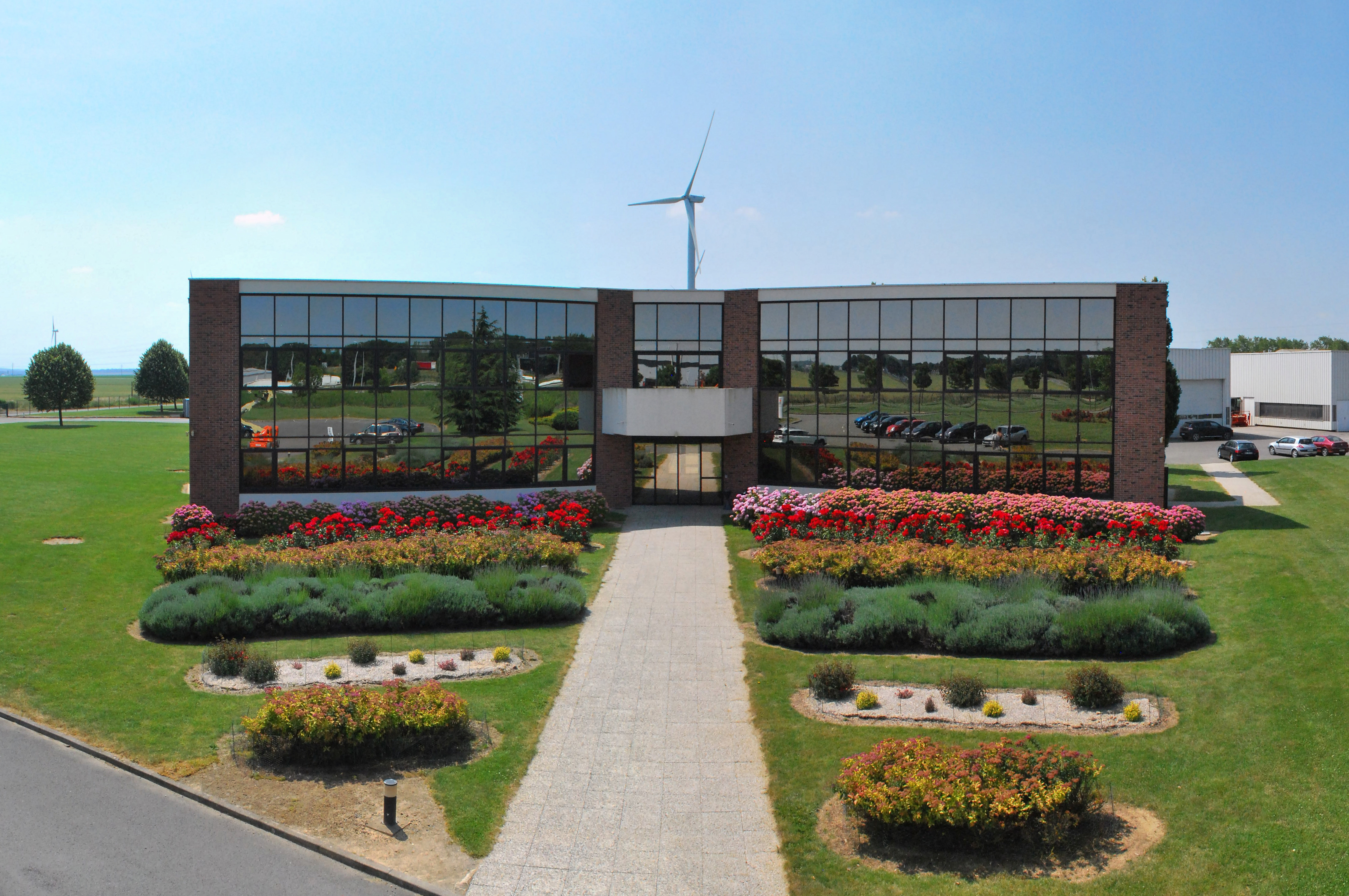
Filiale française de KWS SAAT SE à Roye (Somme).

En 2000, Limagrain et KWS fusionnent leurs activités céréalières (maïs) nord-américaines en formant la coentreprise « AgReliant ». En 2003, la société ouvre une filiale en Turquie dénommée « KWS Türk » ; cette filiale a pour but de renforcer la distribution de semences au Maghreb (Maroc, Tunisie, Libye et Égypte) ainsi qu’au Moyen-Orient (Iran, Irak et Liban). En 2008, la société « Lochow-Petkus » est rachetée par KWS et renommée « KWS Lochow », cette même année KWS et l’entreprise néerlandaise « Van Rijn Group » fondent une coentreprise de semences de pomme de terre ; en 2011, KWS acquiert la société qui est par la suite renommée « KWS Potato ». En septembre 2011, une coentreprise est fondée avec la société chinoise « Kenfeng », le but premier de cette entreprise est de gérer la production et la distribution de semence de mais en Chine. En octobre de cette même année, une collaboration nait entre KWS et « Vilmorin » sous forme de coentreprise, chaque entité détenant 50 % du capital de celle-ci. Le but de cette collaboration est la recherche concernant les semences de maïs OGM. En juin 2012, KWS acquiert les sociétés brésiliennes « Semilia » et « Delta » situées dans l’État Brésilien du Paraná, possédant à elles deux quatre stations de production au Brésil. Les deux compagnies fusionnent pour former « KWS Brésil Pesquisa & Sementes » le 1er juillet 2012. À cette même date, KWS Saat devient actionnaire majoritaire de l’entreprise « Riber », l’entreprise est renommée « Riber – KWS Sementes ». Cette entreprise basée dans l’État Brésilien du Minas Gerais continuera à se concentrer sur le marché brésilien en proposant des semences de maïs transgénique, ainsi que des semences de différentes variétés de soja.